# Jean-Baptiste Maudru
Pour les articles homonymes, voir Maudru.
Jean-Baptiste Maudru (1740-1808 ?) est un professeur, pédagogue et révolutionnaire français. Il a aussi traduit de l'anglais en français. Il était maître de langues au corps impérial des cadets à Saint-Pétersbourg sous l'Ancien Régime, professeur à Paris sous la Révolution.

## Œuvres
- Lettre au Comité d'instruction publique, ou Exposition raisonnée du nouveau système de lecture applicable à toutes les langues, Paris : l'auteur  : Bleuet père , 1792 lire en ligne sur Gallica
- Les Pourquoi. [Signé : Maudru. - A Buonaparte, poème signé Maudru, extrait du "Cercle" no 26, an XI.], (Paris) : impr. de Roblot , (1799) lire en ligne sur Gallica
- Réflexions sur l'éducation, Paris : l'auteur  : Bleuet père , 1792 lire en ligne sur Gallica
- Exposition raisonnée du nouveau système de lecture applicable à toutes les langues
- La vérité dévoilée, Note : Accusations contre le citoyen Picault, dit Desdorides, signées Maudru : 18 messidor an VII, Édition : [Paris]  : impr. de Roblot , [1799] lire en ligne sur Gallica
- Observations sur la dernière constitution de la France, avec des vues pour la formation de la nouvelle constitution, Édition : Paris : Impr. du Cercle social , 1793-an 2 ; Auteur du texte : David Williams (1738-1816)
- Éléments Raisonnés de la Langue Russe, Ou Principes Généraux de la Grammaire appliqués à la Langue Russe (1802)[1] lire en ligne sur Gallica
- Portrait du moraliste, avec une traduction d'un fragment de Métastase ela Cantilenae, la chanson, suivie de plusieurs quatrains le Toast (1803)
- Élémens raisonnés de lecture à l'usage des écoles primaires, ou Précis du nouveau système de lecture applicable à toutes les langues (1803)

Traductions
- Convention nationale. Remarques sur la Constitution de 1791, par J. Smith, traduites de l'anglois... par Maudru, Description : Note : Le titre de départ porte : "Remarques sur la déclaration des droits des hommes et des citoyens", Édition : Paris : Impr. nationale , (s. d.), Éditeur scientifique : France. Convention nationale